# Frank Kramer
Frank Kramer (Memmingen, 1972. május 3. –) német labdarúgó-középpályás, edző.
2022 júniusában a Schalke 04 vezetőedzője lett.